# Ocean Hill
Ocean Hill es un subsector del barrio de Bedford-Stuyvesant en el borough neoyorquino de Brooklyn. El vecindario es parte de la junta comunitaria de Brooklyn N° 16 y fue fundada en 1890. El código ZIP para el vecindario es 11233. Los límites de Ocean Hill empiezan en Broadway y el vecindario de Bushwick al norte, Ralph Avenue y los vecindarios de Bedford-Stuyvesant propiamente y Crown Heights al oeste, East New York Avenue y el barrio de Brownsville al sur y Van Sinderen Avenue y el barrio de East New York al este.